# Vibe (revista)
Vibe é uma revista de música e entretenimento fundada em 1993 pelo produtor Quincy Jones.